# 마릴린 퀘일

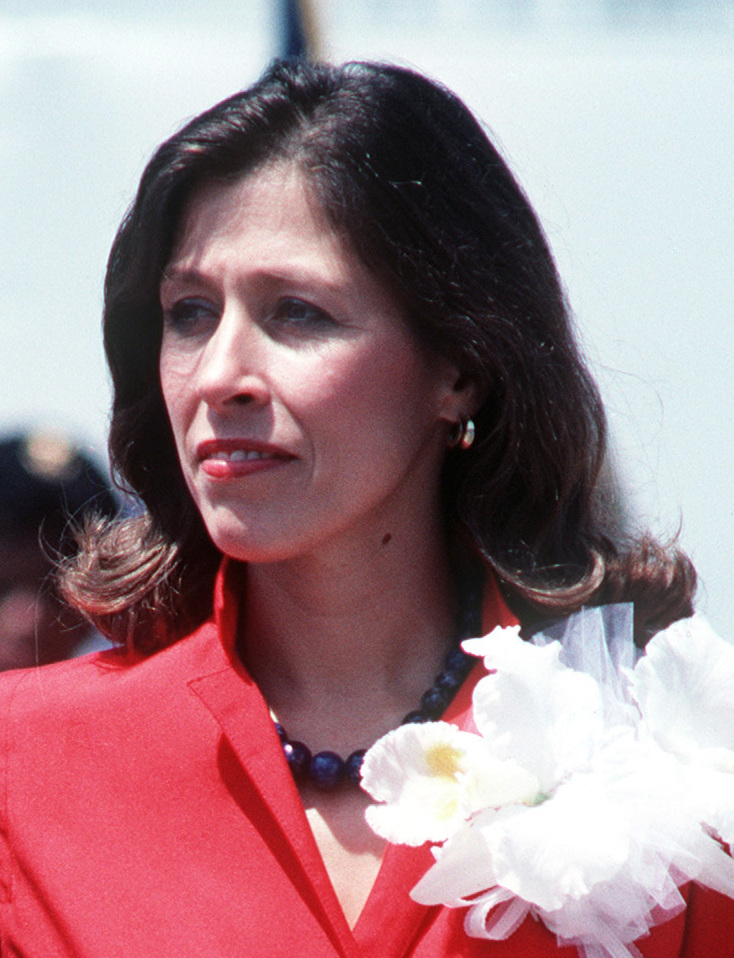
마릴린 퀘일

마릴린 터커 퀘일(영어: Marilyn Tucker Quayle, 1949년 7월 29일 ~ )은 미국의 변호사이자 소설가이다. 그녀는 미국의 제44대 부통령인 댄 퀘일과 결혼했으며, 1989년부터 1993년까지 미국의 세컨드 레이디로 재임했다.